# تمساح المياه العذبة
تمساح المياه العذبة (الاسم العلمي: Crocodylus johnsoni) (بالإنجليزية: Freshwater crocodile)‏ يعرف أيضاً باسم «تمساح نهر جونستون» هو نوع من الزواحف يتبع جنس التمساح من فصيلة التماسيح. تم العثور على هذا النوع من التمساح في الإقليم الشمالي لأستراليا وكوينزلاند، وكذلك في شمال وغرب أستراليا.
يمكن أن يصل طول هذا التمساح إلى ثلاثة أمتار كحد أقصى. له جسم بني فاتح اللون مع شرائط داكنة على جسمه وذيله، وشرائط بنية فاتحة على الخطم. له خطم ضيق واضح المعالم وفي فمه ما يقرب من 68-72 سنًا، منهم 5 أسنان تقع قبل أسنان الفك العلوي، و 14-16سن تقع في الفك العلوي، و 15 سنًا في الفك السفلي.

## معرض صور

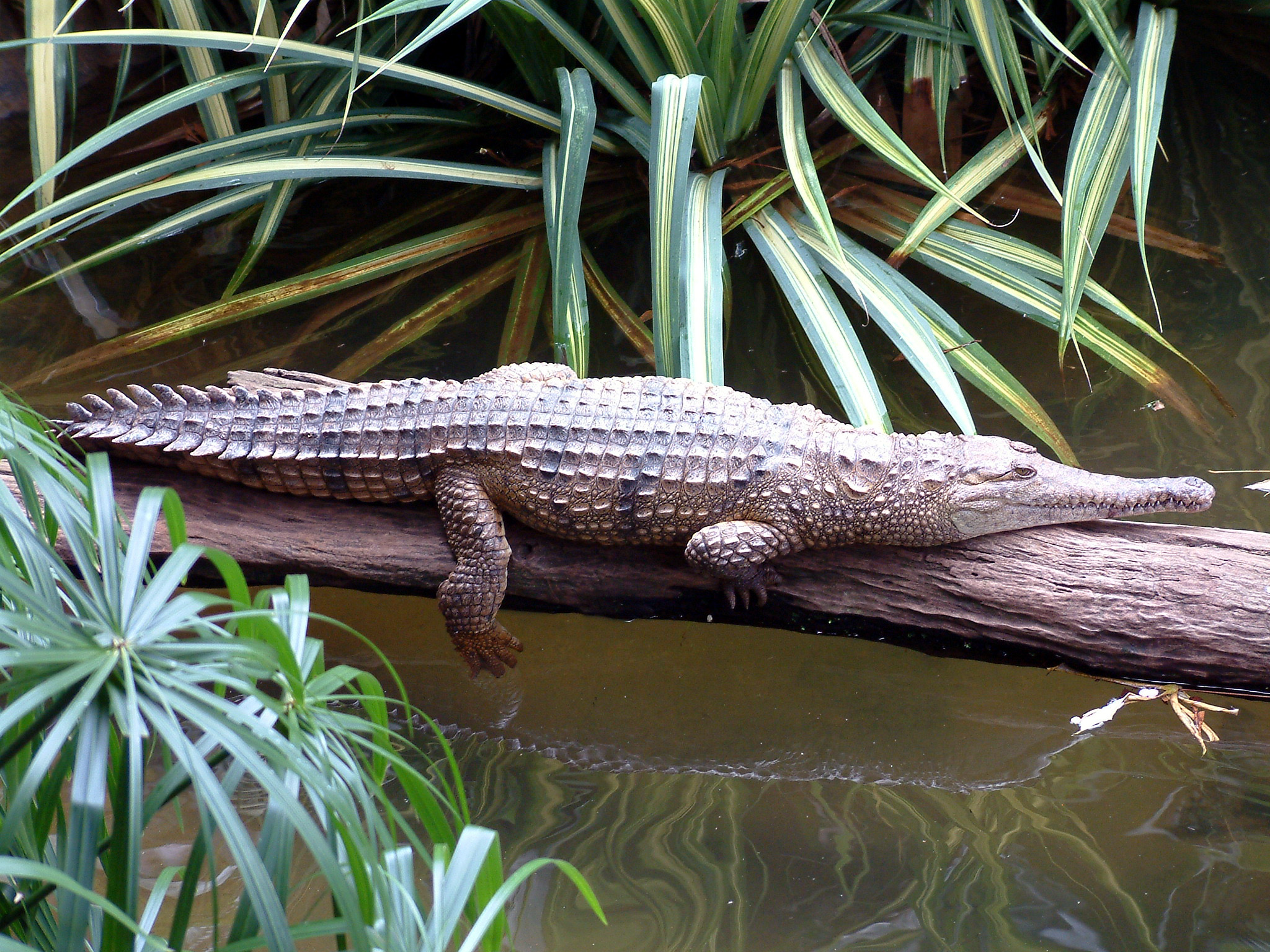
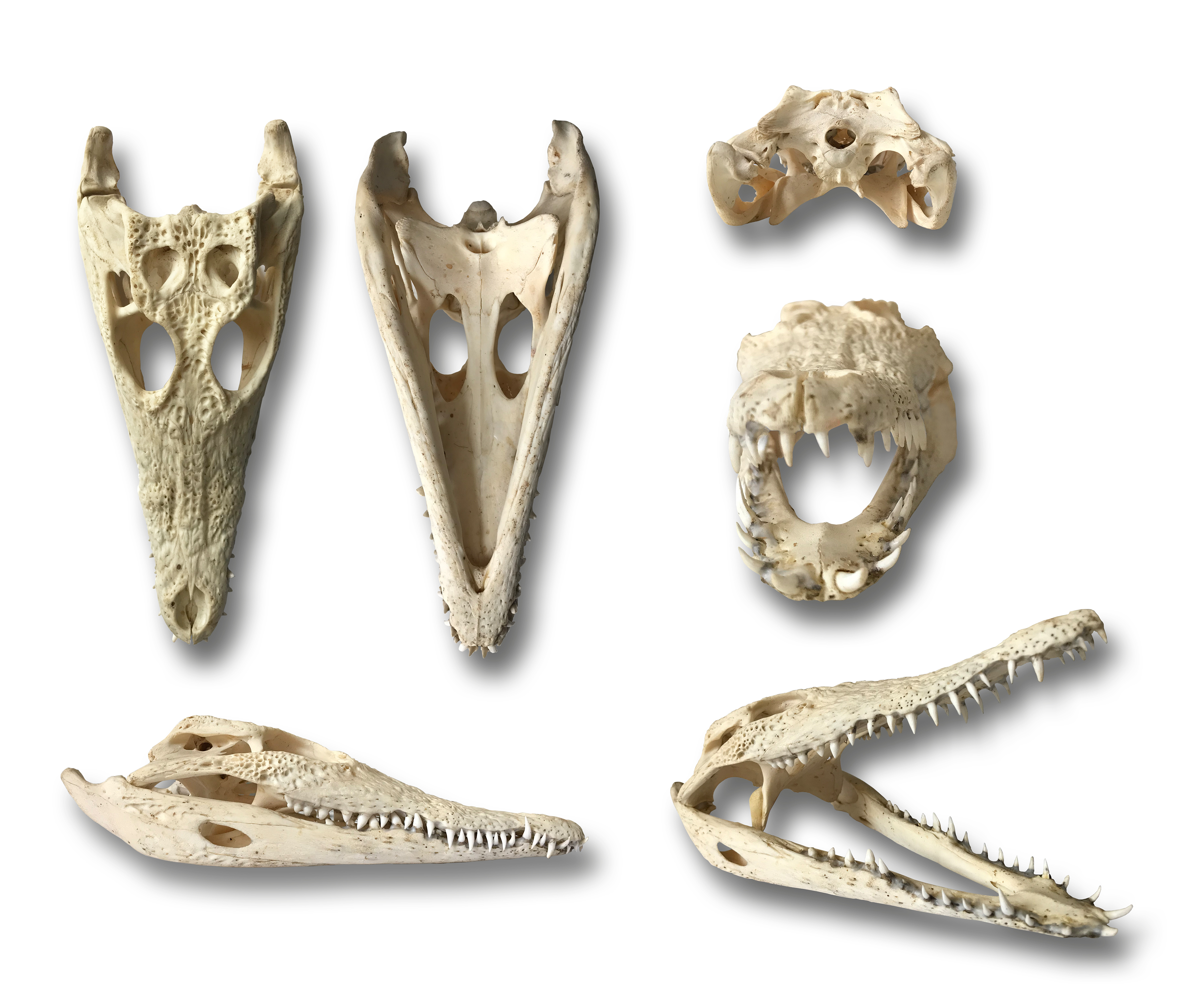
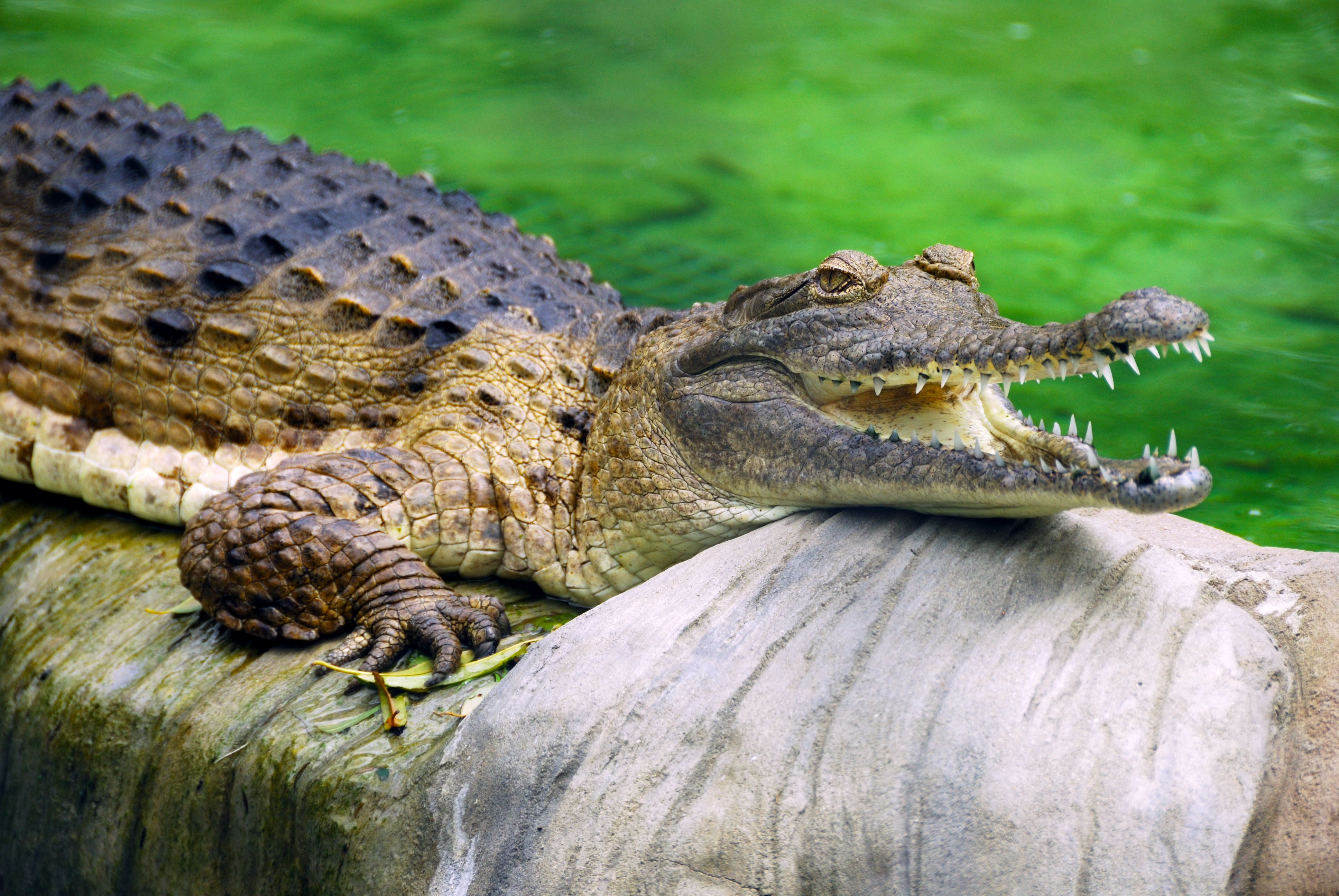